# Chevrolet Astro
Chevrolet Astro é uma van da Chevrolet feita para o mercado estadunidense.